# ホーフ郡
ホーフ郡 (ドイツ語: Landkreis Hof) は、バイエルン州オーバーフランケン行政管区の北東部に位置する郡。

## 地理
この郡の広さは、東西、南北ともに約35km。近隣の郡は、北に、テューリンゲン州ザーレ＝オーラ郡およびザクセン州フォルクトラント郡、東にチェコのカルロヴィ・ヴァリ地方、南にヴンジーデル・イム・フィヒテルゲビルゲ郡およびバイロイト郡、西にクルムバッハ郡およびクローナハ郡がある。郡独立市であるホーフ市は、周囲をホーフ郡で完全に取り囲まれている。チェコとの国境の長さは、約25kmである。
地理上は、この郡の地域は、4つの地形で構成されている。西部は、郡内の最高地点であるデプラベルク山 (795m) を含むフランケンヴァルトの周縁部とゼルビッツ川の渓谷から成る。ゼルビッツ川は、郡南部に湧出し、北に向かってゼルビッツやナイラの町を通って郡境でザーレ川に注ぐ。一方、ザーレ川は、やはり郡南部に湧出し、郡内を東に向かって流れ、ホーフなどを通って流れる。郡の北部地域はフォクトラント盆地である。南部には、グローセン・ヴァルトシュタイン山を擁するフィヒテル山地の周縁部が延びている。最後は、フランケンヴァルトとフィヒテル山地の間に位置するミュンヒベルク高地で、特に農地として活用されている。

## 歴史
ホーフ郡の地域は、16世紀まで主にブランデンブルク＝バイロイト辺境伯の領土に属していた。1792年にプロイセン王国領となり、その後フランス領に移された。1810年、郡域は最終的にバイエルン王国領となった。1812年にホーフ、ミュンヒベルク、ナイラ、レーアウおよびゼルプに地方裁判所(Landgericht)が設けられた。ホーフ市は、独立都市となった。行政管理区(Verwaltungsbezirk)および司法管理区(Gerichtsbezirk)はマイン郡(-kreis)とされたが、1817年からはオーバーマイン郡、1838年からはオーバーフランケン郡とその名称を変えた。1852年には行政自治体(Distriktgemeinde)としてのホーフが設立された。
1862年に、ホーフ地方裁判所管区からホーフ管区庁(bezirukamt)、ミュンヒベルク地方裁判所管区からミュンヒベルク管区庁、ナイラ地方裁判所管区からナイラ管区庁、ゼルプおよびレーアウの両地方裁判所管区からレーアウ管区庁が設けられた。レーアウ管区庁は、1879年と1880年にいくつかの町をホーフ管区庁に譲渡し、縮小された。1919年にはゼルプ市がゼルプ管区庁から分離され、独立都市となった。1929年と1931年に、ナイラ管区庁は廃止されたトイシュニッツ管区庁から、ミュンヒベルク管区庁は廃止されたベルネック管区庁から、それぞれいくつかの町を受け容れた。
1939年、従来の、ホーフ、ナイラ、ミュンヒベルク、レーアウの各管区庁を地方行政局(Landratsamt)に、管理区(Bezirk)を郡に変更した。1940年にゼルプ市は、レーアウ郡に編入されたが、1946年に再び戻された。
1972年のバイエルン州の市町村再編で、ナイラ郡、ミュンヒベルク郡（ゲフレースとシュトライタウを除く）、レーアウ郡の北部、デューレンヴァイト（クローナハ郡）およびゲロルツグリュンが、ホーフ郡に編入され、拡大した。レーアウ郡南部とゼルプはヴンジーデル・イム・フィヒテルゲビルゲ郡に属することとなった。ゲフレースとシュトライタウはバイロイト郡に編入された。1977年、ゲスメスとエンヒェンロイトがクルムバッハ郡からホーフ郡に移された。これらの町はヘルムブレヒツ市に合併された。1972年に廃止されたマルティンスロイトのエッペンロイト地区、ラウゼンホーフ地区、ピルク地区およびシュタイン地区が、1978年にはヴェルバッテンドルフがホーフ市に編入された。

## 行政

### 郡知事
| （1948年） - 1978年 | ハインツ・シュルツェ | SPD |
| 1978年 - 1996年     | エヴァルト・ツーバー | SPD |
| 1996年 - 2014年     | ベルント・ヘーリング | SPD |
| 2014年 -            | オーリヴァー・ベール |     |

### 郡議会
2020年3月15日の郡議会選挙に基づく議席配分は以下の通りである。
- CSU: 24議席
- SPD: 12議席
- Freie Wähler (FW): 8議席
- Aktive Landkreisbürger: 2議席
- Grüne: 5議席
- FDP: 1議席
- AfD: 4議席
- Junge Union: 4議席

### 協力関係
- 1954年 旧アッシュ郡（現チェコ領）から追放されたズデーテンのドイツ人対する協力を引き受けた。

## 経済と社会基盤
この郡は、従事者比率（人口1000人あたりの従業員数）で、平均以上の工業比率を示している。その主要分野は、繊維産業、製造業、プラスチック製品、保健衛生機関、および建設業である。多くの労働者が自動車の下請け産業に従事している。
工業従事者の34%が繊維産業、10%が機械製造業、14%が衣料品製造業、12%が食品・栄養産業に携わっている。ホーフ郡は近隣のクルムバッハ郡やバイロイト郡とともにドイツでも重要な繊維産業地域となっている。

### 交通
バイエルン王国は1848年すでにルートヴィヒ南北鉄道をバイエルンおよびクルムバッハを経由してホーフまで敷設しており、さらにザクセンとの国境まで延長していた。
南部地域への接続は、まず1865年にホーフ＝エーガー鉄道が建設され、次いでバイエルン国立鉄道が1877年にマルクトレドヴィッツまでの直通路線を開通させた。
1887年の時点でこの地域には2つのローカル線があった。ホーフ＝ナイラ＝マルクスグリュン（1898年にバート・シュテーベンまで延長）とミュンヒベルク＝ヘルムブレヒツ（1924年にゼルビッツまで延長）である。20世紀にはいると、1902年にミュンヒベルク＝ツェル、1910年にナイラ＝シュヴァルズェンバッハ・アム・ヴァルトが開通した。
プロイセン国立鉄道は、1901年にヘレンタール鉄道を利用してマルクスグリュンとテューリンゲンのブランケンシュタインとを結んだ。
ホーフ郡では全長129kmのうち37kmで旅客輸送を廃止した。
- 1945年: ブランケンシュタイン＝リヒテンベルク＝マルクスグリュン 6km
- 1971年: ミュンヒベルク＝ツェル 10km
- 1973年: ナイラ＝シュヴァルツェンバッハ・アム・ヴァルト 10km
- 1976年: ヘルムブレヒト＝ゼルビッツ 11km

### 道路
- アウトバーン A9, A72, A93
- 連邦道 B2, B5, B15, B173, B289

### 空路
- ホーフのピルク地区にホーフ＝プラウエン地域空港がある。

## 市町村
| 市 - ヘルムブレヒツ (Helmbrechts 8,372) - リヒテンベルク (Lichtenberg 1,026) - ミュンヒベルク (Münchberg 10,200) - ナイラ (Naila 7,618) - レーアウ (Rehau 9,366) - シャウエンシュタイン (Schauenstein 1,899) - シュヴァルツェンバッハ・アム・ヴァルト (Schwarzenbach a.Wald 4,301) - シュヴァルツェンバッハ・アン・デア・ザーレ (Schwarzenbach a.d.Saale 6,878) - ゼルビッツ (Selbitz 4,274) 市場町 - バート・シュテーベン (Bad Steben 3,390) - オーバーコッツァウ (Oberkotzau 5,427) - シュパルネック (Sparneck 1,552) - シュタムバッハ (Stammbach 2,346) - ツェル・イム・フィヒテルゲビルゲ (Zell im Fichtelgebirge 1,880) 町村 - ベルク (Berg 1,981) - デーラウ (Döhlau 3,802) - ファイリッチュ (Feilitzsch 2,709) - ガッテンドルフ (Gattendorf 1,070) - ゲロルツグリュン (Geroldsgrün 2,650) - イシガウ (Issigau 973) - ケディッツ (Köditz 2,409) - コンラーツロイト (Konradsreuth 3,179) - ロイポルツグリュン (Leupoldsgrün 1,208) - レグニッツローザウ (Regnitzlosau 2,203) - テーペン (Töpen 1,008) - トローゲン (Trogen 1,396) - ヴァイスドルフ (Weißdorf 1,216) | 行政共同体 - ファイリッチュ行政共同体（ファイリッチュ、ガッテンドルフ、テーペン、トローゲン） - リヒテンベルク行政共同体（リヒテンベルク、イシガウ） - シャウシュタイン行政共同体（シャウシュタイン、ロイポルツグリュン） - シュパルネック行政共同体（シュパルネック、ヴァイスドルフ） 自治体に属さない地域 (37.60 km²) - シュヴァルツェンバッハ・アム・ヴァルトの森 (Forst Schwarzenbach a.Wald 8.28 km²) - ゲルラースの森 (Gerlaser Forst 5.83 km²) - ゲロルツグリュンの森 (Geroldsgrüner Forst 16.71 km²) - マルティンラミッツの森北部 (Martinlamitzer Forst-Nord 6.78 km²) |

括弧内の単位のない数値は、2023年12月31日現在の人口

## 言語
言語学的に言うと、ホーフ郡の地域は、オーバーフランケン方言の東フランケン訛りと北部バイエルン方言のフォクトラント訛りが混ざり合った地域にあたる。

## 引用
1. 1 2  https://www.statistikdaten.bayern.de/genesis/online?operation=result&code=12411-003r&leerzeilen=false&language=de Genesis-Online-Datenbank des Bayerischen Landesamtes für Statistik Tabelle 12411-003r Fortschreibung des Bevölkerungsstandes: Gemeinden, Stichtag (Einwohnerzahlen auf Grundlage des Zensus 2011)
2. ↑  “Wahl des Kreistags - Kommunalwahlen 2020 im Landkreis Hof - Gesamtergebnis”. 2021年3月13日閲覧。